# Actinochaeta columbiae
Actinochaeta columbiae är en tvåvingeart som beskrevs av Brauer och Julius Edler von Bergenstamm 1889. Actinochaeta columbiae ingår i släktet Actinochaeta och familjen parasitflugor. Inga underarter finns listade i Catalogue of Life.